# Gedalia Schorr
Pour les articles homonymes, voir Schorr.
Gedalia Schorr (ou Gedalyahu HaLevi Schorr) (né le 27 novembre 1910 à Ustrzyki Dolne, en Pologne et mort le 7 juillet 1979 à Brooklyn, New York), est un rabbin américain et Rosh yeshiva proéminent de la Yechiva Torah Vadaas à Brooklyn.

## Biographie
Gedalia Schorr, est né le 27 novembre 1910 à Ustrzyki Dolne, un shtetl, près de Przemyśl, en Galicie.
Il est le fils d'Avraham Halevi Schorr et de Mattel Schorr. Il est le sixième d'une fratrie de six enfants. Il porte le prénom de son grand-père Gedalyahu Schorr, un Hassid de Sadigura.

### Williamsburg
En 1922, la famille Schorr immigre aux États-Unis et s'installe dans le Lower East Side de Manhattan puis à Williamsburg, à Brooklyn.
Gedalia Schorr a 21 ans lorsque le rabbin Shraga Feivel Mendlowitz, directeur de la Mesivta Torah Vodaas (de la Yechiva Torah Vodaas),  l'engage pour enseigner dans la classe la plus élevée. Lorsque le Rosh Yeshiva, Shlomo Heiman, devient malade, il le remplace pendant un an et demi.

### Kletsk
Il épouse Shifra Isbee en 1938. Elle est née en 1918, à Détroit, au Michigan, États-Unis et elle meurt en 2004. Elle est la fille de Nechemia Isbee (né le 20 juillet 1881 et mort en octobre 1965,) et de Hendel Isbee (née Seide) (née le 15 août 1886 et morte en avril 1976).
Le couple va à Kletsk, aujourd'hui en Biélorussie, où Gedalia Schorr étudie sous la direction du rabbin Aharon Kotler, à la Yechiva de Kletsk.

### Seconde Guerre mondiale
Avec le début de la Seconde Guerre mondiale, Gedalia Schorr retourne aux États-Unis, sur l'insistence de sa famille et les conseils du consulat américain, mais contre l'avis du rabbin Aharon Kotler.

### Torah Vodaas
Gedalia Schorr succéde en 1948, au rabbin Shraga Feivel Mendlowitz, comme directeur à Torah Vodaas. Il y devient Rosh yeshiva en 1958, succédant au rabbin Reuven Grozovsky, donnant des cours chaque semaine au Beth Medrash Elyon.
De 1970 à 1979, il fait partie du présidium de l'Agoudat Israel d'Amérique.

## Œuvres
- (he) Ohr Gedalyahu Al Hatorah And Moadim (en 3 volumes)